# Vericut
Vericut（通常拼写为 VERICUT），是一款用于模拟机床加工的仿真软件。它通常用于模拟机床刀具运动以及加工时材料去除过程，检测加工过程中可能出现的错误或数控加工程序中的错误。它由CGTech公司所开发，并且在1988年发布了第一个版本。

## 历史
Vericut在1988年由CGTech公司所设计， 软件最初设计运行于 Unix系统，后来扩展至 个人电脑, 惠普, IBM兼容机, DEC工作站以及其他计算机。 Vericut一开始就被安装和应用与世界500强和其他知名公司包括波音 , 空中巴士, 通用汽车, 和 以色列航太工业。直到2009年, Vericut在全世界范围内以被超过2000家公司所应用。 在2011年, 以销售收入计算，CGTech公司已经成为最大的独立数控验证与仿真软件供应商，共计超过9000份软件拷贝被安装使用.

## 特点
Vericut通常作为一个单独运行的软件，但也可以集成入CAD, CAM, 和 PLM系统包括 CATIA, Siemens NX, PowerMILL, EdgeCAM, Mastercam and hyperMILL. 通过模拟3至5轴的运动来模拟磨削与钻孔操作。 整个模拟仿真的过程以3维图像的形式显示了将原料依据预定义的数控加工程序加工成零件的过程

### 机床仿真
Vericut能够实现客制化并且包含了一些经过挑选的数控机床。机床模型也能够利用CAD系统或者类似的软件从零开始搭建。 它包含了一个组件数来管理机床的运动。 Vericut模拟机床的全部特征就如同它们在车间里那样并且能够在工件层面展示材料的去除过程。 它也能够模拟数控机床的控制以及自动检测可能的碰撞和机床的超程，以此能够降低机床损坏的可能性。
在机床仿真方面的一个特点，能够检测所有机床部件之间可能存在的由于近距离接触造成的事故以及碰撞。 易发生近距离接触区域能够被用户在组件树相关部分进行设置，以此来检测由于近距离可能造成的错误和超程错误。 机床运动的仿真画面能够在回放模式快进或回放。

### 数控程序优化
Vericut具有数控程序优化的功能。它能够基于预先编制的程序所规定的轴速自动为每一次切割检测安全轴速，减少循环时间。 这种优化据称能够减少因加工出错而废弃的成型零件数量，工具的破损以及刀具偏差。